# Jim Nabors

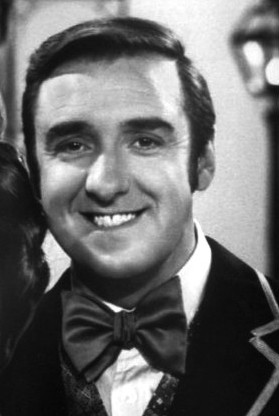
Jim Nabors 1970.

James Thurston "Jim" Nabors, född 12 juni 1930 i Sylacauga, Alabama, död 30 november 2017 i Honolulu, Hawaii, var en amerikansk skådespelare.